# Barwałd Dolny
Barwałd Dolny (deutsch: Nieder Bärwald) ist eine Ortschaft mit einem Schulzenamt der Gemeinde Wadowice im Powiat Wadowicki der Woiwodschaft Kleinpolen, Polen.

## Geographie
Der Ort liegt am Bach Kleczanka.
Nachbarorte sind Klecza Górna im Westen, Wysoka im Norden, Barwałd Średni im Osten, Łękawica im Süden.

## Geschichte
Die heutigen drei Dörfer Barwałd Dolny (Nieder), Barwałd Średni (Mittel) und Barwałd Górny (Ober) begannen wahrscheinlich als drei Siedlungszentren des einzigen Dorfes, das als die Pfarrei Berwald im Peterspfennigregister des Jahres 1326 im Dekanat Zator des Bistums Krakau erstmals urkundlich erwähnt wurde. Später wurde es auch als Berualt (1388) oder Barualth erwähnt. Der Name stammt entweder von den deutschen Wörtern Bär/Berg/Beere+Wald oder von dem im Mittelalter in Polen weitverbreiteten Vornamen Berwold/Bierwołt.
Die gleichnamige Burg (castrum) wurde 1440 erstmals urkundlich erwähnt, aber sie lag nicht am Grund des Dorfes, sondern am Hügel Żar innerhalb des Dorfes Zakrzów. Die Burg wurde im Jahre 1477 zerstört.
Politisch gehörte das Dorf ursprünglich zum Herzogtum Auschwitz, dies bestand ab 1315 in der Zeit des polnischen Partikularismus. Seit 1327 bestand die Lehnsherrschaft des Königreichs Böhmen. Seit 1445 gehörte es zum Herzogtum Zator, dieses wurde im Jahr 1494 an Polen verkauft.
Im Jahre 1529 wurden die drei separaten Dörfer Barwalth Superior, Barwalth Media und Barwalth Inferior erstmals urkundlich erwähnt.
Bei der Ersten Teilung Polens kam Barwałd Dolny 1772 zum neuen Königreich Galizien und Lodomerien des habsburgischen Kaiserreichs (ab 1804).
1918, nach dem Ende des Ersten Weltkriegs und dem Zusammenbruch der k.u.k. Monarchie, kam Barwałd Dolny zu Polen. Unterbrochen wurde dies nur durch die Besetzung Polens durch die Wehrmacht im Zweiten Weltkrieg. Es gehörte dann zum Generalgouvernement.
Von 1975 bis 1998 gehörte Barwałd Dolny zur Woiwodschaft Bielsko-Biała.

## Sehenswürdigkeiten
- Katholische Holzkirche (2. Hälfte des 18. Jahrhunderts), auf der Holzarchitekturroute von Małopolska (Kleinpolen);[5]

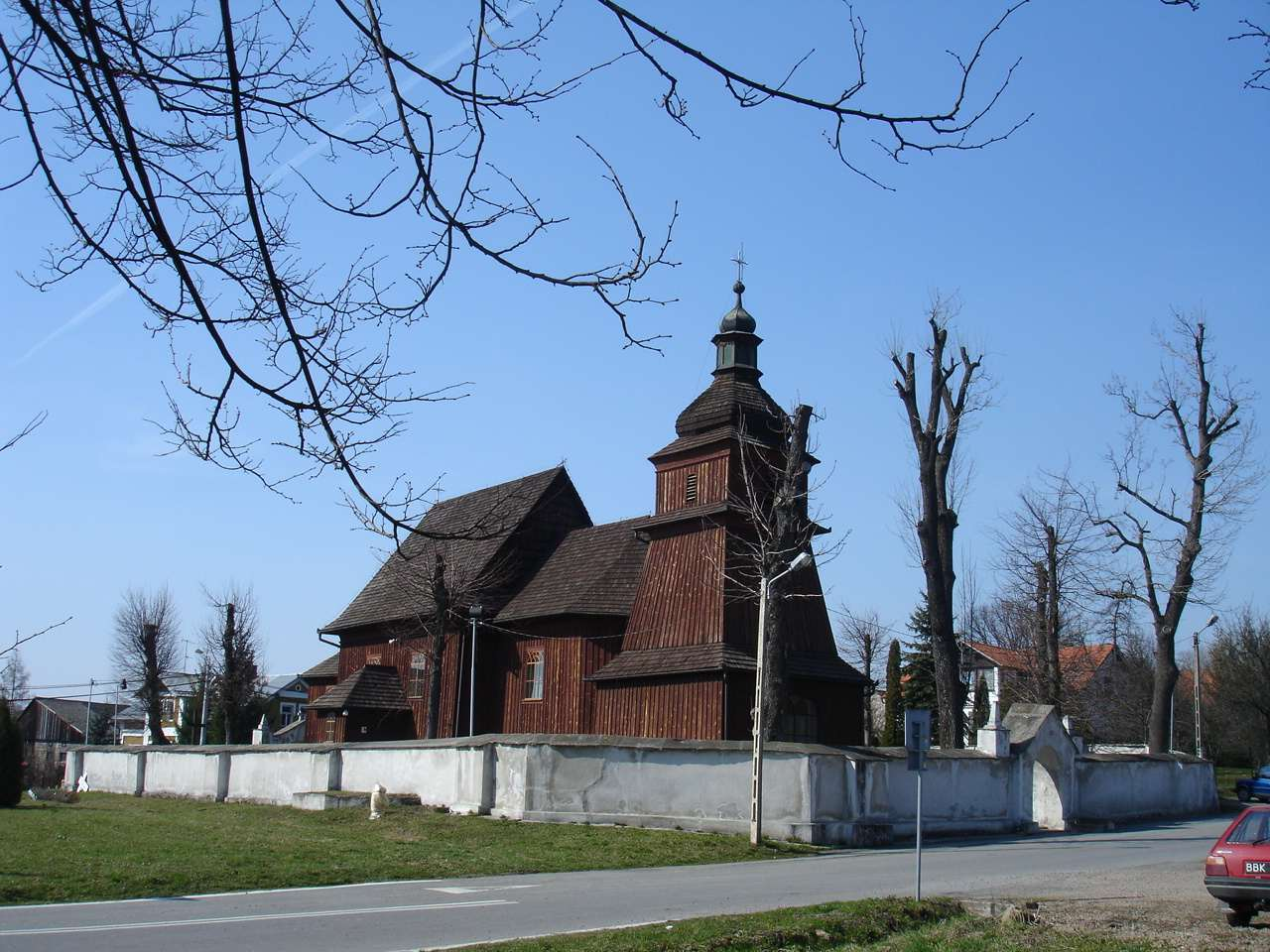
Holzkirche

## Verkehr
Durch Barwałd Dolny verläuft die Staatsstraße DK 52, die Bielsko-Biała mit Kraków verbindet.